# Соларна енергија
Соларна или Сунчева енергија, је енергија сунчевог зрачења коју примећујемо у облику светла и топлоте којом нас наша звезда свакодневно обасипа. Сунце је највећи извор енергије на Земљи. Сем непосредног зрачења које греје Земљину површину и ствара климатске услове у свим појасевима, ово зрачење је одговорно и за стално обнављање енергије ветра, морских струја, таласа, водних токова и термалног градијента у океанима. Поступком фотосинтезе се сунчева енергија претвара у биљну масу која на тај начин постаје претворена енергија у целулозу или други облик угљених хидрата. Енергија која потиче из посредног и непосредног сунчевог зрачења се сматра обновљивим извором енергије јер се њеним коришћењем не ремети значајно равнотежа тока материје и енергије у природи.
Сва конвенционална, фосилна, горива су такође један облик енергије сунчевог зрачења. Међутим, ова енергија је акумулирана и у дугим процесима геолошких и хемијских трансформација заробљена под површином Земље у облику нафте, гаса или угља. Ова енергија се може искористити на разне начине и употребити као топлотна, електрична, хемијска или механичка енергија.
Најједноставнији начин је сакупљање топлотне енергије, помоћу соларних колектора који дају топлу воду или топао ваздух који се могу користити за грејање топле воде за домаћинство, базене, радијаторе или подно грејање. Још у време античких Грка је писац Ксенофонт описао како се паметним грађењем може искористити сунчева енергија за грејање кућа зими. Данас се у зградама топлотна енергија Сунца користи пасивним и активним захватом коришћењем архитектонских и грађевинских техника. Напредни начин је непосредна производња електричне енергије фотонапонским ћелијама. Овај начин подразумева да се постављањем панела полупроводничких особина и излагањем сунчевом зрачењу непосредно добија електрични напон односно електрична енергија. Соларна енергија је у последње време стекла велику популарност као обновљиви извор енергије који са собом не доноси загађење повезано с фосилним горивима.
Велика количина расположиве сунчеве енергије чини је веома привлачним извором електричне енергије. У 2020. соларна енергија је била најјефтинији извор електричне енергије. У Саудијској Арабији је у априлу 2021. потписан уговор о куповини (ппа) за нову соларну електрану у Ал-Фајсалиху. Пројекат је забележио најнижу светску цену за производњу соларне ПВ електричне енергије од 1,04 цента по kWh.
Међународна агенција за енергију је 2011. године изјавила да ће „развој приступачних, неисцрпних и чистих технологија соларне енергије имати огромне дугорочне предности. То ће повећати енергетску сигурност земаља ослањањем на аутохтоне, неисцрпне и углавном од увоза независне ресурсе, побољшати одрживост, смањити загађење, смањити трошкове ублажавања глобалног загревања .... Ове предности су глобалне."

## Анализа сунчевог зрачења
Сунце је звезда у чијем језгру се као у фузионом реактору дешава нуклеарна фузија, процес у коме се сваке секунде око 3 тоне масе претвара у енергију зрачења која се потом емитује у околни простор. Током овог претварања водоника у хелијум се ослобађа 3,86•1020 MW. Интензитет овог зрачења опада са квадратом удаљености од Сунца.
Рачунајући да је површина пројекције Земље око 128 милиона km², а доток енергије Сунца до Земље око 117•109 MW или око 109 TWh годишње, добија се да годишње на Земљу Сунце шаље 25 пута више енергије него што износе резерве свих фосилних горива.
На просечној удаљености планете Земље од Сунца, у зависности од сунчевих активности, на управну површину у свакој секунди пада између 1307 и 1393 W/m². Ово зрачење се зове екстратерестрично јер је у питању зрачење доступно изван земљиног ваздушног омотача. Соларна константа је просечна густина снаге зрачења Сунца по јединици површине изнад површине Земље у свемиру. Прихваћено је да је вредност соларне константе {\displaystyle S_{0}=1353\pm 21\;W/m^{2}}.

## Примери употребе соларне енергије у Србији

### Стробери дрво (енгл.)
Млада српска компанија Стробери енерџи (енгл. Strawberry energy), сачињена од студената, изумела је први на свету Јавни соларни пуњач за мобилне уређаје, назван „Стробери Дрво“ а потом га и поставила октобра 2010. године у Обреновцу на главном градском тргу. Ову соларну станицу је Стробери енерџи потпуно самостално осмислио, пројектовао и конструисао. Априла 2011. године, Стробери енерџи је са својим пројектом Сртобери Дрво освојио прво место на манифестацији „Недеља одрживе енергије 2011" у Бриселу у категорији Смањења јавне потрошње.
До сада је постављено осам Стробери Дрвећа у Србији: у Обреновцу, у Београду на Звездари испред Установе Културе Вук Караџић и у Ташмајданском парку (новог дизајна од стране архитекте Милоша Миливојевића), Новом Саду, Кикинди, Врању, Бору и Ваљеву.
Стробери Дрво је соларни систем који се трајно поставља на јавним просторима како што су паркови, тргови, улице и друго. Два соларна панела на врху сакупљају Сунчеву енергију, претварају је у електричну и складиште у акумулаторским батеријама, тако да уређај може да ради ноћу, када пада киша или снег. Без сунчеве светлости, уређај може да пуни батерије преносивих уређаја и до две недеље. Ова услуга је за кориснике потпуно бесплатна. Стробери Дрво има и уграђену клупу, надстрешницу и каблове за већину типова мобилних уређаја тако да није потребно носити са собом додатне каблове. Компанија Стробери енерџи је развила и мали соларни пуњач преносивих уређаја Стробери Мини, који је мањи и преносив. Овај уређај је малих димензија и има уграђене точкића па се стога може једноставно транспортовати и поставити на било којој локацији а преко уграђеног екрана осетљивог на додир се корисници могу едуковати о обновљивим изворима енергије кроз инсталирану еко апликацију.
Забележени су и други пионирски покушаји коришћења соларне енергије у Србији, као на пример Владан Петровић у Бадњевцу.

## Потенцијал
Земља прима 174 петавата (PW) упадног сунчевог зрачења (инсолације) у горњим слојевима атмосфере. Отприлике 30% се рефлектује назад у свемир, док остатак, 122 PW, апсорбују облаци, океани и копнене масе. Спектар сунчеве светлости на површини Земље је углавном распрострањен у видљивом и блиском инфрацрвеном опсегу са малим делом у блиском ултраљубичастом. Већина светске популације живи у областима са нивоом инсолације од 150–300 вати/m², односно kWh/m² дневно.
Сунчево зрачење апсорбује копнена површина Земље, океани – који покривају око 71% Земљине кугле – и атмосфера. Топли ваздух који садржи испарену воду из океана подиже се, изазивајући атмосферску циркулацију или конвекцију. Када ваздух достигне велику надморску висину, где је температура ниска, водена пара се кондензује у облаке, који падају на површину Земље, довршавајући циклус воде. Латентна топлота кондензације воде појачава конвекцију, стварајући атмосферске појаве као што су ветар, циклони и антициклони. Сунчева светлост коју апсорбују океани и копнене масе одржава површину на просечној температури од 14 °C. Фотосинтезом, зелене биљке претварају сунчеву енергију у хемијски ускладиштену енергију, која производи храну, дрво и биомасу из које се добијају фосилна горива.
Укупна сунчева енергија коју апсорбују Земљина атмосфера, океани и копнене масе је приближно 122 PW·годишње = 3.850.000 ексаџула (ЕЈ) годишње. У 2002. (2019), ово је било више енергије у једном сату (један сат и 25 минута) него што је свет потрошио у једној години. Фотосинтеза захвата приближно 3.000 ЕЈ годишње у биомаси.